# Улица Сергея Эйзенштейна (станция монорельса)
«У́лица Серге́я Эйзенште́йна» — закрытая и ликвидированная конечная станция Московского монорельса. Следующая станция на линии — «Выставочный центр». Находится на территории Останкинского района Северо-Восточного административного округа Москвы.
Названа по одноимённой улице.

## История
20 ноября 2004 года линия монорельса начала работать в «экскурсионном режиме» и перевезла первых пассажиров (ранее запуск трассы планировался на 2003 год). На линии работало 2 состава, интервал движения — 30 минут, время работы — с 10:00 до 16:00, посадка осуществлялась только на станции «Улица Сергея Эйзенштейна», выход на любой станции. 29 ноября 2004 года была открыта для входа станция «Тимирязевская». Линия монорельса официально называется «экспериментальной».
С 10 января 2008 года по 22 января 2017 года Московский монорельс работал в режиме городского общественного транспорта, станция была открыта для входа и выхода пассажиров с 6:50 до 23:00.
С 23 января 2017 года с возвращением экскурсионного режима станция открывалась для пассажиров с 7:50 до 20:00.
Закрыта вместе со всеми станциями монорельса вечером 27 июня 2025 года. В отличие от остальных станций не планируется к реконструкции в парк, а будет снесена вместе с эстакадой до «Выставочного центра» с целью сделать «вид на ВДНХ привлекательнее».

## Вестибюли и пересадки
Выход на улицу Сергея Эйзенштейна, 1-й Сельскохозяйственный проезд.
Выход к павильонам 70 и 75 (основные выставочные) ВДНХ (северный вход).
Бесплатной пересадки с Московского центрального кольца на станцию «Улица Сергея Эйзенштейна» не было. В обратную сторону можно было совершить бесплатную пересадку на станцию Ростокино, расположенную на расстоянии 2,4 км.

## Наземный общественный транспорт
На этой станции можно пересесть на следующие маршруты городского пассажирского транспорта:

## Станция в цифрах
- Код станции — 199.
- Станция открывалась в 7 часов 50 минут и закрывалась для входа пассажиров в 20 часов 00 минут[3].

## Путевое развитие
За станцией находился разворотный круг и стрелка в депо.

## Фотографии
| - Станция ночью - Эскалаторы на 1 этаже - Эскалаторы на 2 этаже - Платформа станции - Табличка с названием станции - Прибытие поезда на станцию |